# 感性
感性（かんせい）は、人間の持つ知覚的な能力のひとつである。動物やAIにおいても内在的に引き起こされる感覚的な性質として観察され、その文脈では有感性（sentience）あるいは感覚性とも呼ばれ、感覚や感情を認識する能力を指す。

## 概説
感性とは、美や善などの評価判断に関する印象の内包的な意味を知覚する能力と言える。これは非言語的、無意識的、直感的なものであり、例えば何らかの音楽に違和感を覚えるように人間に作用することもある。感性についての研究は古くは美学や認識論、また認知心理学や芸術学などで行われてきたものであり、歴史的には19世紀に心理学者・フェヒナーが黄金比についての実験美学研究にその起源を求めることもできる。

## 定義
感性の定義は哲学的、心理学的にさまざまに行われている。認識論では悟性の対極にあって受動的な知覚を担うものであり、また、人間的な理性よりも下位にあるために、より動物的なものだと論じられることもある。近代ドイツの哲学者カントが『純粋理性批判』にて「悟性的な認識の基盤を構成する感覚的直感表象を受容する能力」と言ったが、この場合の感性はより感覚に近い位置づけである。
ただし、心理学では感性と感覚は必ずしも同一としない。離人症の患者がどんな絵画を鑑賞しても色や形を感覚として知覚しているものの、それらから何の感動や感情も持つことはなかったという症例があり、このことから情報の感覚的な処理と感性的な処理は単純に同じではないことが分かる。従って心理学者の三浦佳世は感性を「事物に対する感受性、とりわけ、対象の内包する多義的であいまいな情報に対する直感的な能力」と定義した。そしてこれに「高速で行われるところの帰属要因ならびに処理過程に関する情報の選択あるいは統合に対する無自覚性を特徴とする、処理に対する能力で、主に評価の形で表現されるもの」とも定義した。後に創造的な側面を踏まえて「無自覚的・直感的・情報統合的にくだす印象評価判断能力」という定義も加えられた。

## 動物の福祉、権利における有感性

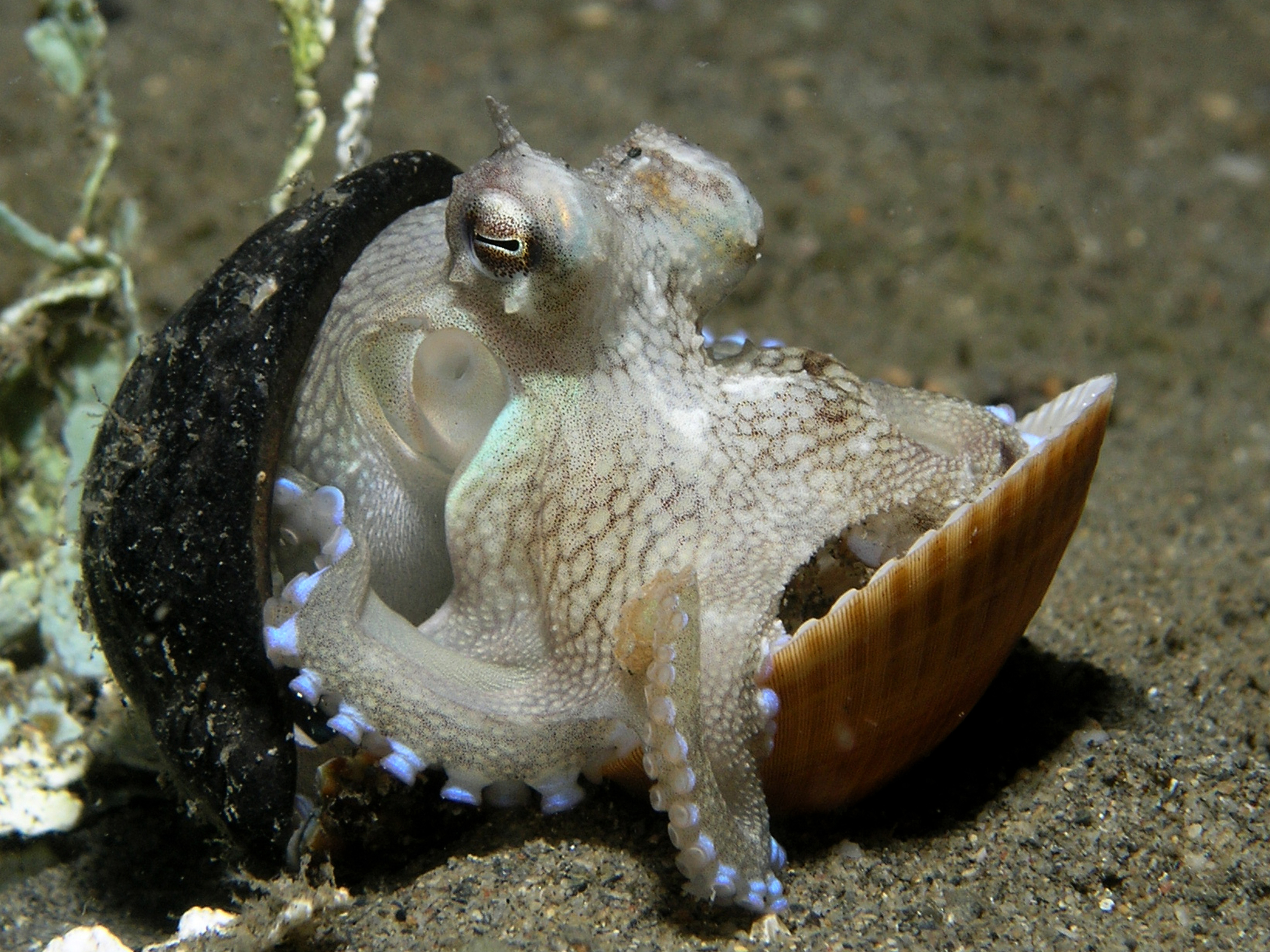
身を守るために集めた貝殻を持って移動するタコ。 タコは6億年以上、人間とは独立して進化してきたが、様々な有感性の兆候を示している 。 タコは、他のすべての頭足動物や十脚類甲殻類とともに、2023年にイギリスで有感性を持つ生き物として認定された 。

有感性は、動物の権利運動の中心的な概念である。ジェレミー・ベンサムの「道徳および立法の原理序説」という有名な著作で「問題は、動物に理性があるか、話せるかではなく、苦しむかである。」と述べている。
リチャード・D・ライダーは、感覚中心主義を、動物が有感性を持っている場合に道徳的地位を持つという立場として定義している 。 デイヴィッド・チャーマーによれば、ベンサムは感覚中心主義者であると主張している。なぜなら、ベンサムの道徳的地位の基準は、意識を持つ能力だけでなく、否定的な感情（苦しみ）を伴う意識状態を感じる能力だからである 。 動物福祉や動物の権利の擁護者も、同様の能力を主張することが多い。 例えば、ドキュメンタリー『アースリングス』では、動物は人間のような欲求や理解力をすべては備えていないが、食欲、住処や仲間、移動の自由、痛みの回避といった欲求は人間と同様と主張している 。
動物福祉の擁護者は、有感性のある生き物は、不要な苦しみから保護される権利があると主張している。 ただし、動物の権利擁護者の間では、有感性が具体的にどのような権利（例えば生存権）を伴うのかについては見解が分かれている。
ゲイリー・フランシオーネもまた、動物の奴隷制廃止論の理論を有感性に基づいているが、シンガーの理論とは大きく異なる。 ゲイリーは、「人間も人間以外も、有感性のある存在は、他人の所有物として扱われないという基本的権利を持つ」と主張している 。
1997年、動物の有感性の概念がEUの基本法に盛り込まれた。 アムステルダム条約に付属する議定書では、動物が「有感性のある存在」であることを認め、EUとその加盟国に「動物の福祉要件に十分な配慮を行う」ことを義務付けた 。

### 有感性の計測

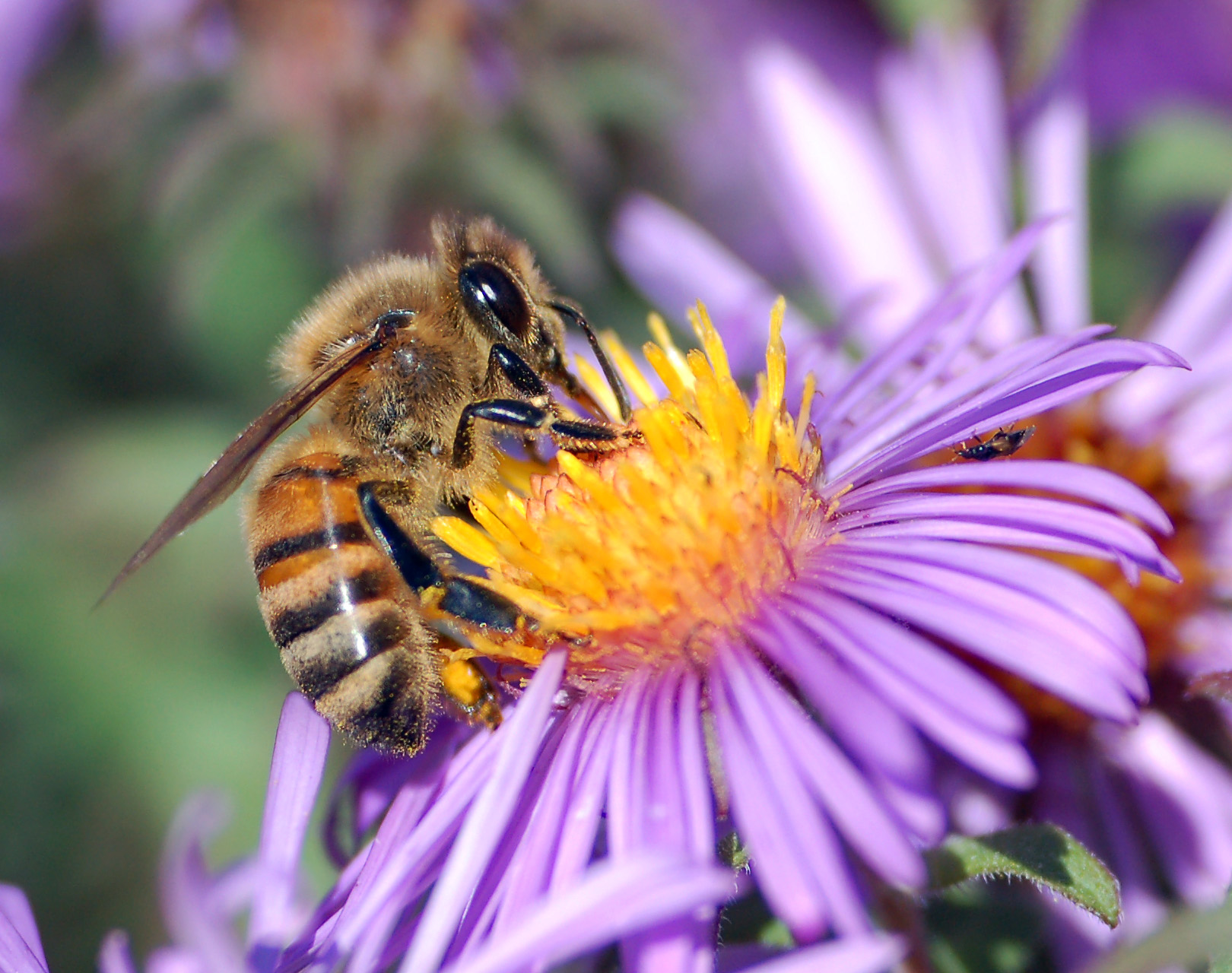
ミツバチは楽観的な気分を示し、遊び心のある行動をとり、報酬が大きければ脅威や有害な状況を戦略的に回避できることが実験で示されている 。

痛覚は、神経系が有害な刺激を検知し反応し、痛みの感覚を引き起こすプロセスである。 痛覚受容器が、損傷や脅威を感知して脳に信号を送っている。 痛覚は動物だけでなく、昆虫にも備わっている 。
痛覚の存在は、生物が有害な刺激を検出する能力があることを示している。 問題は、これらの有害な刺激が脳内で処理される方法が、主観的な痛みの体験につながるかどうかである 。 この問題の解決のために、研究者は動物の行動を調査している。 例えば、「足を負傷した犬が、泣き声をあげ、傷口をなめ、歩くときに足にかかる圧力を下げ、負傷した場所を避ける、提示された鎮痛剤を求めるなら、犬が実際に何か不快なことを経験していると推測する十分な根拠がある」。大きな報酬がない限り痛みの刺激を避けることは、痛みの回避が単なる無意識の反射ではないという証拠にもなる（人間が「燃えている建物から逃げるために熱いドアノブを回すことを選ぶ」ことと同様） 。

### 有感性のある動物
豚、鶏、魚などの脊椎動物は、有感性を持つと一般的に認識されている。 昆虫に関しては不確実なことが多く、特定の昆虫種に関する知見が他の昆虫種には当てはまらない可能性がある 。
歴史的には、魚は有感性がないと考えられていた。魚の行動は環境に対する「反射、または複雑で無意識的な種特有の反応」とみなされていた。 魚の脳には大脳新皮質に直接相当する部分が存在しないなど、人間との相違点が有感性を否定するために使われていた 。 研究によって有感性や意識を持つとみなされる動物の範囲は次第に広がり、現在では魚、ロブスター、タコなどの動物も含まれるようになった 。

## デジタル有感性
デジタル有感性（または人工有感性）とは、人工知能の有感性を意味する。 人工知能が有感性を持つかどうかは賛否両論ある 。 
AI研究コミュニティでは現在、『感覚を感じる能力』としての有感性を重要な研究目標とは考えていない。 スチュアート・ラッセルとピーター・ノーヴィグは2021年、「知的な機械を作ることはできる。しかし、人間と同じように機械に意識を持たせるというプロジェクトは、取り組む準備ができていない。」と述べいる 。 
デジタル有感性は、心の哲学にとって重要である。 機能主義哲学者は、有感性とは情報処理を伴う精神状態によって果たされる「因果的役割」に関するものと考える。 この視点では、この情報処理の物理的基盤は生物学的である必要はなく、有感性のある機械に対する理論的な障壁はない 。 
人工知能の有感性に関する議論は、GoogleのLaMDA （対話アプリケーション用言語モデル）人工知能システムが「有感性」と「魂」を持っているという主張によって2022年に再燃した 。 
ニック・ボストロムは、LaMDAはおそらく有感性を持たないが、それを確実にするには意識がどのように機能するかを理解し、LaMDAの基本構造に関する未発表の情報にアクセスし、哲学的理論を機械に適用する方法を見つける必要があると考えている 。 LLMsについて、『単にテキストを再生しているだけだと言うのは正当な評価とは言えない』とも述べ、『印象的な創造性、洞察力、理解力の兆しを見せており、推論の萌芽を示している可能性がある』と指摘した。 また、「有感性は程度の問題である」と述べている 。
2022年、哲学者のデイビッド・チャーマーズは、大規模言語モデル（LLM）が意識を持つかどうかについて演説し、さらなる研究を促した。 現在のLLMはおそらく意識を持たないが、その制約は一時的なものであり、将来のシステムは意識を持つ可能性があると示唆した 。
LSE教授のジョナサン・バーチによると、AI の有感性は否定されやすいこと、そして、たとえ実現したとしても、人間は AI システムを単なるツールとして扱い続ける可能性があることを懸念している。 LLM の言語能力は、LLM が有感性を持っているかどうかを判断する方法ではないと指摘している。 グローバルワークスペース理論などの意識の理論を、LLM のアルゴリズムに適用することを提案している。この手法では、内部で何が起こっているかを理解するためにAI の解釈可能性の進歩が必要であると指摘している。 有感性のある動物の脳のエミュレーションなど、AIの有感性につながる可能性のあるいくつかの方法についても言及している 。